# Afrotyphlops calabresii
Afrotyphlops calabresii — вид змій родини сліпунів (Typhlopidae). Мешкає в Східній Африці. Вид названий на честь італійської зоологині Енріки Калабрезі.

## Поширення і екологія
Afrotyphlops calabresii мешкають в Сомалі і Кенії, можливо, також на сході Ефіопії. Вони живуть в напівпустелях та в акацієво-комміфорових заростях, серед піщаного ґрунту. Зустрічаються на висоті від 200 до 1100 м над рівнем моря. Відкладають яйця.